# Pearl.tv
Pearl.tv ist ein deutscher Privatsender im Bereich Teleshopping, der im Dezember 2011 gemeinsam vom Versandhaus Pearl und den Enstyle-Studios in Buggingen gegründet wurde.
Als Ergänzung zum klassischen Katalog- und Internet-Versand wurde der Einstieg in den Teleshopping-Markt beschlossen. Das Versandhaus Pearl hatte zuvor bereits seit 2009 rund 2000 Produktfilme für einen Großteil des Sortiments produzieren lassen und als eines der ersten Versandhäuser in Deutschland solche Clips im Onlineshop integriert. In der Pearl-Mediathek auf YouTube stehen mehr als 16.000 Produktfilme, Video-Podcasts und Sendemitschnitte des Senders zur Verfügung.

## Geschichte
Am 17. Februar 2012 wurde der EnStyle die Sendelizenz von der Kommission für Zulassung und Aufsicht (ZAK) und der Landesanstalt für Kommunikation Baden-Württemberg (LfK) erteilt.
Der inoffizielle Sendestart von pearl.tv erfolgte am 29. Februar 2012 über SES Astra digital auf dem ehemaligen Sendeplatz des Musiksenders Yavido. Der Programmstart wurde wochenlang in den Medien vorangekündigt.
Im November 2012 wurde über Satellit das Programm von SD- in HD-Auflösung umgestellt.
Am 28. Juli 2014 wurde zusätzlich wieder ein Sendeplatz in Standard-Auflösung (SD) über Satellit Astra 19,2° Ost in Betrieb genommen. Die Ausstrahlung in der Auflösung UHDTV (pearl.tv UHD 4K) wurde am 4. September 2015 auf der IFA in Berlin gestartet und am 30. September 2019 beendet.
Die Ausstrahlung über den Kabelnetzbetreiber Unitymedia wurde im Januar 2017 eingestellt.
Seit 2018 sendet Pearl.tv aus Dassel. Dazu war eine Gewerbeimmobilie der Firma JAGO übernommen worden. Auf dem 75.000 m² großen Areal und in rund 21.900 m² Gebäudefläche entstand das neue Sendezentrum mit einer Studiofläche von über 2.700 m².
Zum 14. Juli 2019 hat der Sender ein neues Senderlogo und On-Air-Design eingeführt.
In dem Kabelnetz von Pÿur war der Sender nur in HD-Auflösung bis Ende 2024 zu empfangen.
Ende 2024 wurde die Verbreitung des Senders in SD-Auflösung auf allen Verbreitungswegen eingestellt.

## Senderlogos

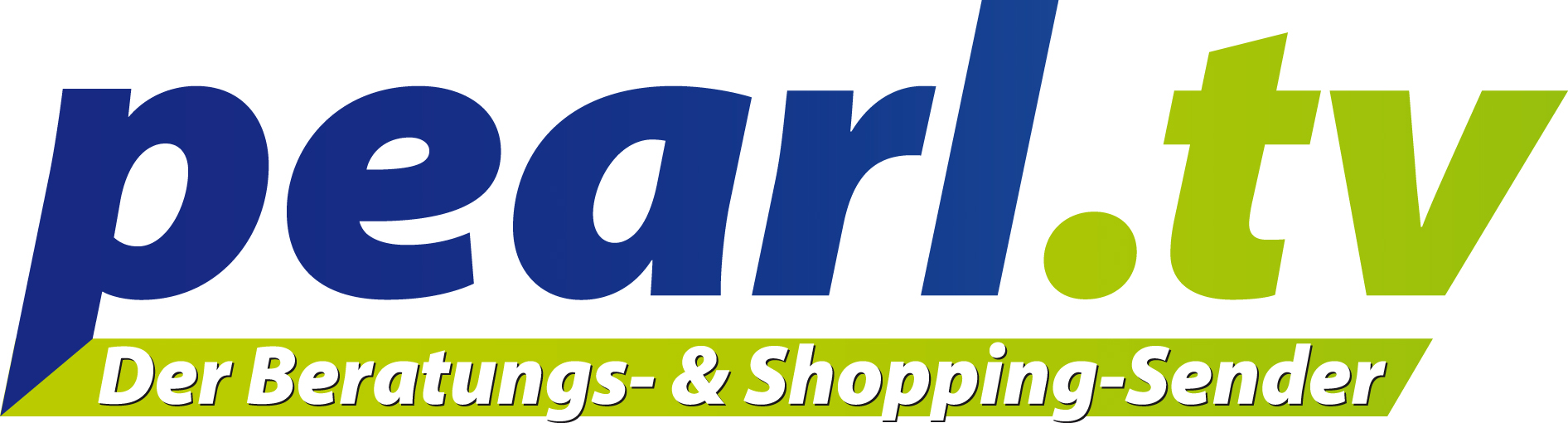
Logo bis zum 13. Juli 2019
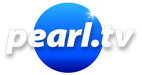
Logo seit dem 14. Juli 2019

## Programminhalt
Bei pearl.tv setzt man auf ein überwiegend technisches Sortiment und sexistische Darstellungen, mit denen man vor allem männliche Zuschauer ansprechen will. pearl.tv bezeichnet sich selbst als Beratungs- und Shopping-Sender. Die Produktauswahl basiert auf dem Sortiment des Versandhauses Pearl und umfasste Ende 2012 rund 16.000 Artikel aus den Bereichen Unterhaltungselektronik, PC-Zubehör, Mobiltelefone, Tablet PCs, aber auch Produkte der Bereiche Sport, Freizeit, Haushalt, Autozubehör und Spielwaren.
Nachdem pearl.tv in den ersten Sendemonaten noch überwiegend Aufzeichnungen ausstrahlte, wird seit September 2012 immer mehr Liveprogramm ausgestrahlt. Im Januar 2015 lag der Anteil der Livesendungen bei bis zu acht Stunden pro Tag.
Aktuell sind Livesendungen von Montag bis Freitag täglich ab 13:00 Uhr bis 21:00 Uhr zu sehen, unterbrochen werden diese durch diverse Einspieler und den Wiederholungen vergangener Sendungen.

## Technik

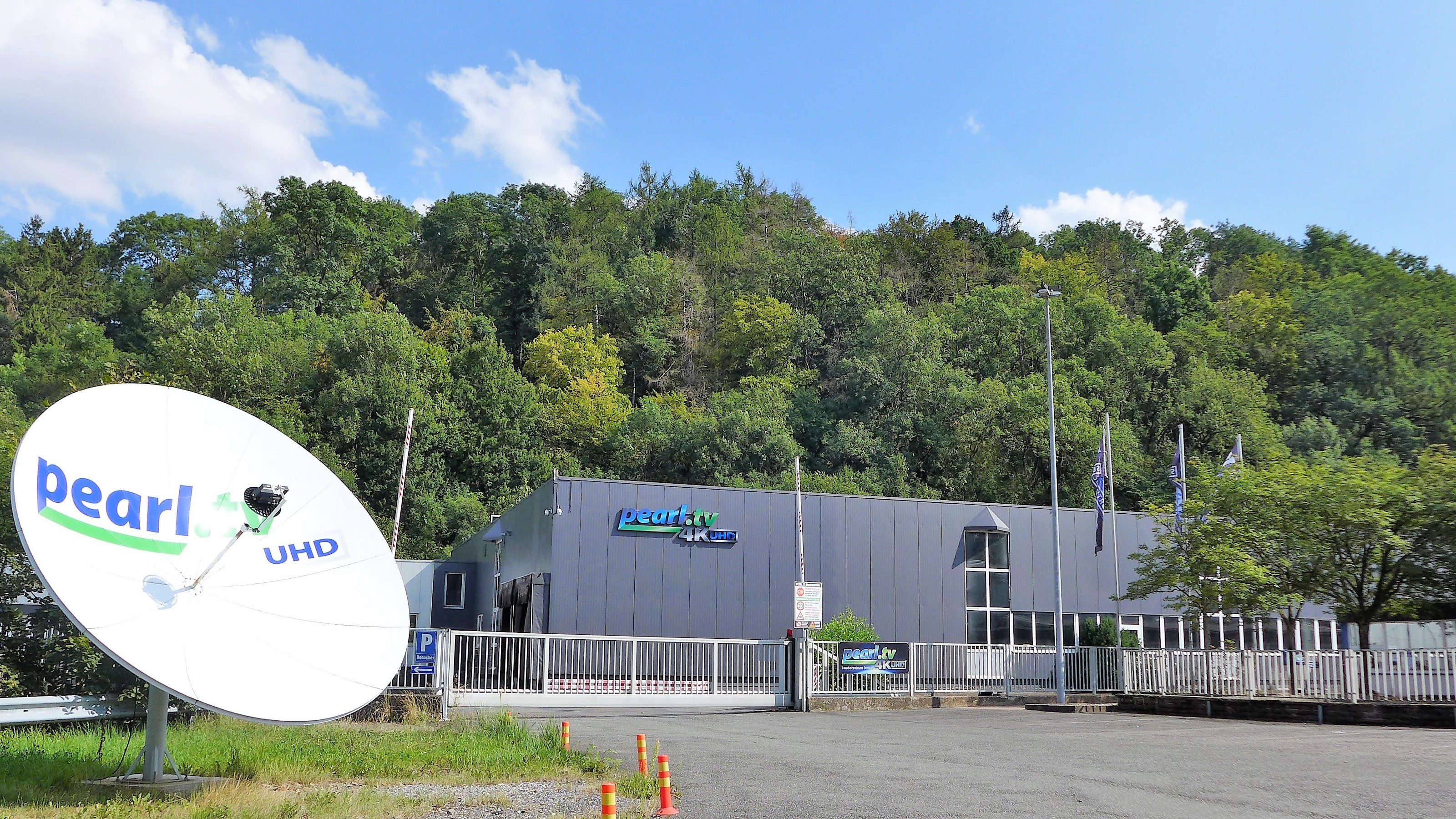
Sendezentrum Dassel

Das Fernsehprogramm wurde in den 2011 erbauten EnStyle-Studios in Buggingen produziert. 2015 wurde die gesamte HD-Technik durch 4K-Technik ausgetauscht. Damit produzierte und sendete pearl.tv ab September 2015 bis Ende September 2019 als erster Fernsehsender in Europa ein tägliches Live-Programm in UHD. Seit 2018 ist das Sendezentrum in Dassel.
Pearl.tv sendet mit einer Auflösung von 1920 × 1080 Bildpunkten auf dem HD-Kanal.
Mit 3840 × 2160 Bildpunkten und 50 Frames pro Sekunde sendete man bis 30. September 2019 parallel auf dem UHD-Kanal über Astra digital 19,2° Ost.

## Empfang
Das Programm ist über Astra in HD mit folgenden Empfangsparametern zu empfangen:
- Astra 1L, 19,2 Grad Ost
- Frequenz: 12,574 GHz
- Polarisation: horizontal
- Modulation: DVB-S2, 8PSK
- Symbolrate: 22,000 MSym/s
- FEC: 2/3

Das Teleshoppingprogramm ist zudem auch als Livestream in 4K-Auflösung im Internet zu sehen.

## Moderatoren (Auswahl)

### Stammmoderatoren
- Ralf Janssen (seit 2014)
- Diana Naborskaia (seit 2016)[26]
- Rébecca Claude (seit 2021)
- Ingo Richter (seit Dezember 2020)
- Carsten Ruland (2012–2018, seit Juni 2021)
- Monika Jasmin Wulf (seit November 2021)
- Merve Niemann (2021–2022, seit 2024)

### Ehemalige Moderatoren
- Anne-Kathrin Kosch (2012–2022)
- Andreas Rogotzki (2019–2020)
- Vivien Konca (2017–2019)
- Lutz Herkner (2017–2019)
- Marcel Schenk (2012–2016, 2020)
- Walter Freiwald (2012–2013, 2017)
- Gianna Rose (2013–2017)
- Jana Hartmann (2015–2017)
- Carsten Spengemann
- Isi Glück
- Alexandra Philipps (2012–2014)
- Harry Wijnvoord
- Caroline Beil
- Sandra Wagner
- Kristen StephensonPino (2020–2021)
- Katie Steiner (2014–2020)
- Carolina Noeding (2013)
- Sara Dastjani (2020–2021)
- Dany Michalski (2020–2021)
- Christoph Schönau (2020)
- Jessica Soares (2021–2022)
- Cindy Breuer (2022)
- Tracy Candela (2023)